# Lembitu

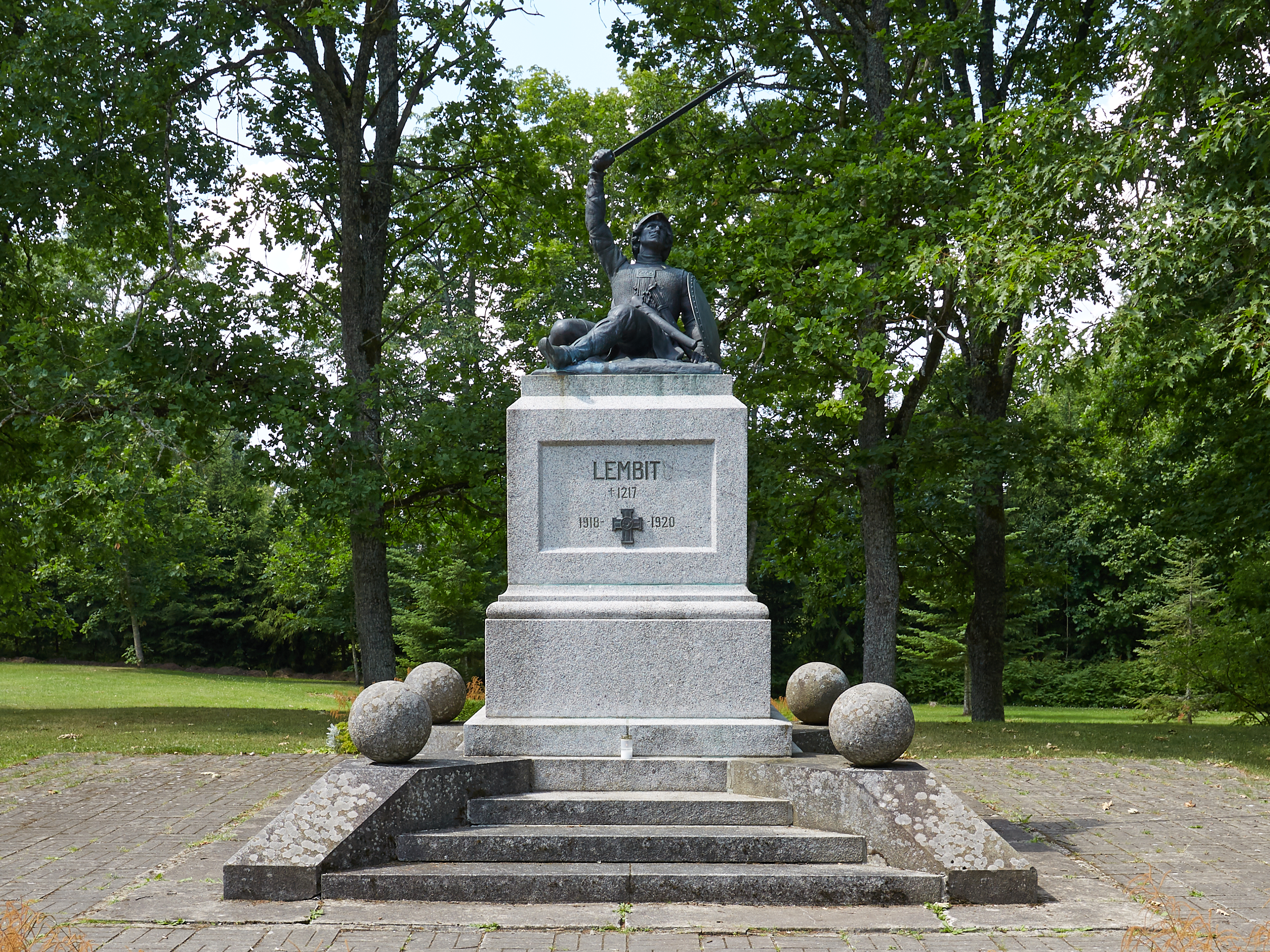
Monument voor Lembitu in Suure-Jaani

Lembitu was een Estse middeleeuws leider. Hij diende als de oudste van Sakala, een administratieve titel, en speelde een belangrijke rol in de strijd tegen Duitse kruisvaarders aan het begin van de 13e eeuw. Lembitu is de enige bekende Estse heerser vóór de Noordelijke kruistochten waarover enige biografische informatie bekend is, voornamelijk te vinden in de Kroniek van Hendrik van Lijfland. Hij probeerde de Esten te verenigen om weerstand te bieden tegen de Duitse verovering en slaagde erin een aanzienlijk leger bijeen te brengen. Lembitu werd gedood in de Slag van Sint-Matteüsdag op 21 september 1217.